# سلاح الجو الملكي التايلاندي
سلاح الجو الملكي التايلاندي (بالتايلاندية: กองทัพอากาศไทย) هي القوة الجوية لمملكة تايلاند منذ إنشائها في 2 نوفمبر 1913م كواحدة من أول القوات الجوية في جنوب آسيا دخلت العديد من المعارك الرئيسية والثانوية.

## التاريخ
في فبراير 1911م عرض طيار بلجيكي عرض تجريبي في تايلاند أعجب السلطات التايلاندية، على اثر ذلك تم إرسال ثلاثة ضباط لتعلم الطيران في فرنسا.

### الطائرات المقاتلة
تمتلك القوات الجوية التايلاندية ما يقارب 315 طائرة منها 184 طائرة مقاتلة نذكر من أهمها
| نوع الطائرة      | بلد التصنيع                | العدد | ملاحظات       |
| ---------------- | -------------------------- | ----- | ------------- |
| ساب جاس-39 غربين | السويد                     | 12    | 8 طلبات مؤكدة |
| إف-16            | الولايات المتحدة الأمريكية | 60    |               |
| إف-5             | الولايات المتحدة الأمريكية | 29    |               |